# Утгарда-Локи
Утгарда-Локи (др.-сканд. Útgarða-Loki) — персонаж скандинавских мифов, ётун, правитель замка Утгард в Ётунхейме. Его имя означает «Локи из Утгарда», в отличие от аса Локи.
Согласно Младшей Эдде, Тор во время своих путешествий посещал Утгард вместе с Тьяльви и Локи, где они приняли участие в нескольких организованных Утгарда-Локи состязаниях. Все они были обманными. Локи состязался в обжорстве с огнём, а Тьяльви в скорости с мыслью Утгарда-Локи. Тор боролся со старухой-великаншей Элли, представляющей старость. Кроме того, Тор пытался поднять Ёрмунганда, которого Утгарда-Локи заколдовал, чтобы змей выглядел как большая кошка, а также пытался осушить рог, уходящий другим концом в море.

## Деяния данов
Согласно хронике «Деяния данов» (лат. Gesta Danorum), экспедиция в земли великанов встретила одного из них, именуемого Utgarthilocus. Он был призван, чтобы поднять шторм против врагов.
| Ex qua item atrum obscenumque conclave visentibus aperitur. Intra quod Utgarthilocus manus pedesque immensis catenarum molibus oneratus aspicitur, cuius olentes pili tam magnitudine quam rigore corneas aequaverant hastas. Quorum unum Thorkillus, adnitentibus sociis, mento patientis excussum, quo promptior fides suis haberetur operibus, asservavit; statimque tanta foetoris vis ad circumstantes manavit, ut nisi repressis amiculo naribus respirare nequirent. | Отсюда пришельцы могут видеть мрачную, отталкивающего вида камеру, в глубине которой сидит Утгарда-Локи. Его руки и ноги скованы чудовищного размера цепями. Мощное зловоние почти сбивало с ног осмелившихся приблизиться. Волосы его ужасно пахнут и имеют вид и крепость побегов кизила. Торкиль с друзьями выдернул из бороды этой неподвижной фигуры один из этих волос и сохранил его как доказательство своих подвигов. |

Описанный Снорри Стурлусоном Утгарда-Локи напоминает нам о Локи не только своим именем, но и участью — Локи также лежит в своей пещере, закованный в цепях.

## Генезис образа Утгарда-Локи и ранние мифы
В «Младшей Эдде» Утгарда-Локи предстает перед нами хитрым, коварным и невероятно сильным колдуном, настоящим мастером иллюзий. Вместе с тем, он справедливый конунг и добродушный хозяин (он оставил Тора переночевать в Утгарде и не отпустил без плотного завтрака). В этом мифе Утгарда-Локи явно не связан с Локи из Асгарда, ведь последний путешествует с Тором и участвует в состязаниях. Однако не все так просто.
В хронике «Деяния Данов» Саксона Грамматика присутствует персонаж по имени Утгартилокус («Utgarthilocus»), который находится в «земле великанов», заточенный в подземную темницу. Его руки скованы огромными цепями, а от тела и длинных волос исходит ужасное зловоние. Согласно хронике, Тор (здесь его зовут Торкиль) вырывает локон из бороды Утгартилокуса, чтобы доказать, что он действительно видел его. Многие исследователи полагают, что именно этот миф является первоосновной для эддической легенды, и на самом деле Утгарда-Локи — это и есть Локи, некогда изгнанный из Асгарда. А попутчиком Тора Локи мог стать из-за ошибки, возможно, Стурлусон взял за основу не изначальную легенду, а один из ее вариантов, возможно — неполный, обрывочный или искаженный. Также вполне вероятно, что Снорри мог попытаться привнести что-то «свое» в эту поучительную легенду, ведь на самом деле между его «Младшей Эддой» и текстами «Старшей Эдды» порой встречаются существенные разночтения.
Очевидно сходство образа Утгарда-Локи (Утгартилокуса), описанного Саксоном Грамматиком, и мифа о расправе над Локи из «Видения Гюльви» (первая часть Эдды Стурлусона). В обоих случаях Локи оказывается заточен под землёй. М. И. Стеблин-Каменский полагает, что версия мифа Стурлусона больше напоминает сказку, вероятно, изначальный миф, который не дошел до нас, был иным и не таким жестоким, как он описан в «Видении Гюльви». Согласно этой версии Локи покинул Асгард и основал свой собственный город (или страну) где-то за пределами обозримого мира. Ведь слово «Útgarðar» с древнеисландского переводится как «земля за окраиной» или «внешнее огороженное пространство». При этом в более ранних скандинавских мифах космогония иная, там Иггдрасиль включает в себя не девять миров, а всего три: мир богов Асгард, мир людей Мидгард и мир демонических существ Утгард. Собственно Утгардом и правил Локи, который позже стал именоваться Утгарда-Локи.
Таким образом, миф, описанный в Стурлусоновской Эдде, по всей вероятности, не соответствует изначальной древнескандинавской легенде. В действительности, Утгарда-Локи является тем же самым Локи, ранее изгнанным из мира богов. Этот факт порождает множество вопросов и предположений, которые на данный момент сохраняют свой дискуссионный статус в отсутствие источников, которые могли бы однозначно все разъяснить.